# Opération Tumbler-Snapper

Séquence photographique montrant la formation d'un champignon atomique pendant l'opération Tumbler-Snapper.

L'opération Tumbler-Snapper est le nom donné à une série de onze essais nucléaires atmosphériques complétée au site d'essais du Nevada au début de 1952 par les États-Unis. Les essais sont répartis en deux phases : Tumbler et Snapper. Elle suit l'opération Buster-Jangle et précède l'opération Ivy.
La phase Tumbler comprend trois largages aériens qui serviront à analyser les dommages causées par les ondes de choc dans le but de comprendre les écarts entre estimations théoriques et impacts réels. Ils serviront aussi à préciser la hauteur idéale de l'explosion.
La phase Snapper comprend un largage aérien et quatre tirs depuis une tour pour tester de nouvelles composantes d'armes. Les tirs depuis une tour permettent d'observer l'effet des cordes d'attaches sur la boule de feu.
7 350 soldats participent à l'exercice Desert Rock IV qui se déroule pendant l'opération Tumbler-Snapper. Ils manœuvrent lors des essais Charlie, Dog et George, et observent l'essai Fox.

## Essais
| Nom     | Date           | Lieu   | Puissance explosive | Engin explosif | Type            | But                   | Remarques                                      |
| ------- | -------------- | ------ | ------------------- | -------------- | --------------- | --------------------- | ---------------------------------------------- |
| Able    | 1er avril 1952 | Area 5 | 1 kt                |                | Larguage aérien | Effets des armes      |                                                |
| Baker   | 15 avril 1952  | Area 7 | 1 kt                |                | Larguage aérien | Effets des armes      |                                                |
| Charlie | 22 avril 1952  | Area 7 | 31 kt               |                | Larguage aérien | Développement d'armes |                                                |
| Dog     | 1er mai 1952   | Area 7 | 19 kt               | TX-7           | Larguage aérien | Développement d'armes |                                                |
| Easy    | 7 mai 1952     | Area 1 | 12 kt               |                | Tour            | Développement d'armes | Première utilisation de béryllium comme tampon |
| Fox     | 25 mai 1952    | Area 4 | 11 kt               | Bombe H Mark 5 | Tour            | Développement d'armes |                                                |
| George  | 1er juin 1952  | Area 3 | 15 kt               | Bombe H Mark 5 | Tour            | Développement d'armes |                                                |
| How     | 5 juin 1952    | Area 2 | 14 kt               |                | Tour            | Développement d'armes |                                                |